# Nationaal Park Noord-Podolië
Nationaal Park Noord-Podolië of Nationaal Park Pivnitsjne Podillja (Oekraïens: Національний природний парк «Північне Поділля») is een nationaal park in de oblast Lviv in het westen van Oekraïne. De oprichting tot nationaal park vond plaats per presidentieel decreet (№ 156/2010) van Viktor Joesjtsjenko op 10 februari 2010. Het doel van oprichting was om de natuurlijke, culturele, historische complexen en objecten in het noorden van de historische regio Podolië te behouden, in het bijzonder de beukbeukenbosrelicten en steppegemeenschappen van het gebied. Het nationaal park heeft een oppervlakte van 155,879 km².

## Kenmerken
Het nationaal park strekt zich uit over een afstand van 35 km van noord naar zuid en 63 km van oost naar west en omvat de westelijke rand van het Wolynisch-Podolisch Plateau. Het gebied varieert qua hoogte tussen de 250 en 460 meter boven zeeniveau. Het hoogste punt wordt gevormd door de Vapnjarka (460,8 m) en de Vysoky Kamin (440,4 m). Het nationaal park ligt bovendien op een belangrijke Europese waterscheiding. Hier bevindt zich namelijk de oorsprong van de Westelijke Boeg, die afwatert in de Oostzee en de Styr, Seret en Ikva die via de Dnjestr eindigen in de Zwarte Zee.

## Flora en fauna
In het nationaal park zijn meer dan 1.600 soorten vaatplanten, 127 vogels en 41 zoogdieren vastgesteld. Zeldzame soorten die hier voorkomen zijn bijvoorbeeld het rood bosvogeltje (Cephalanthera rubra), wit bosvogeltje (Cephalanthera longifolia), welriekende nachtorchis (Platanthera bifolia), Turkse lelie (Lilium martagon), keizerarend (Aquila heliaca) en kwartelkoning (Crex crex).

## Culturele monumenten
Nationaal Park Noord-Podolië is rijk aan historische, culturele en archeologische monumenten. Toeristen kunnen hier een bezoek brengen aan middeleeuwse kastelen, kloosters, kerken en musea. Belangrijke objecten zijn bijvoorbeeld de kastelen van Olesko, Pidhirtsi en Zolotsjiv.

## Afbeeldingen

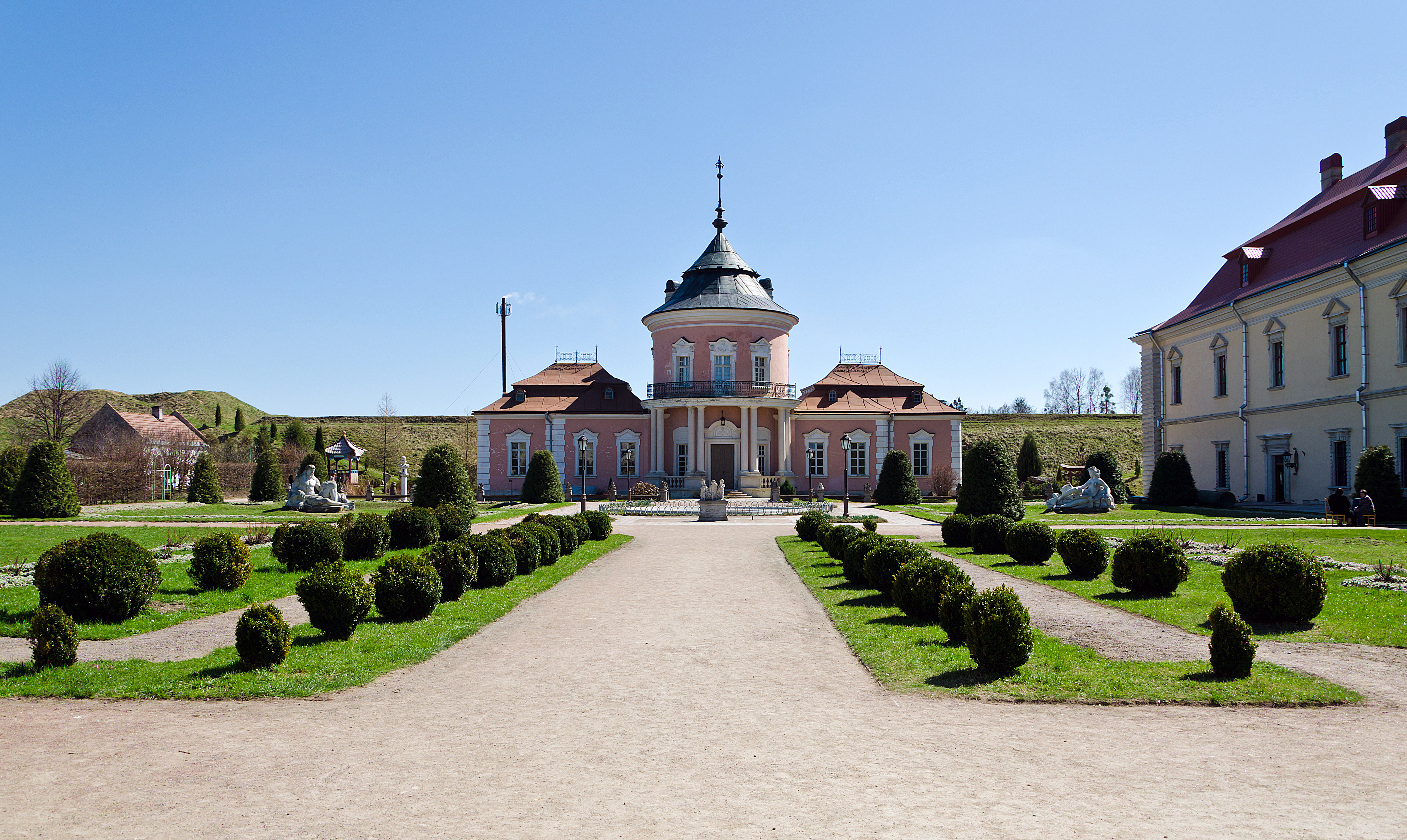
Kasteel van Zolotsjiv.
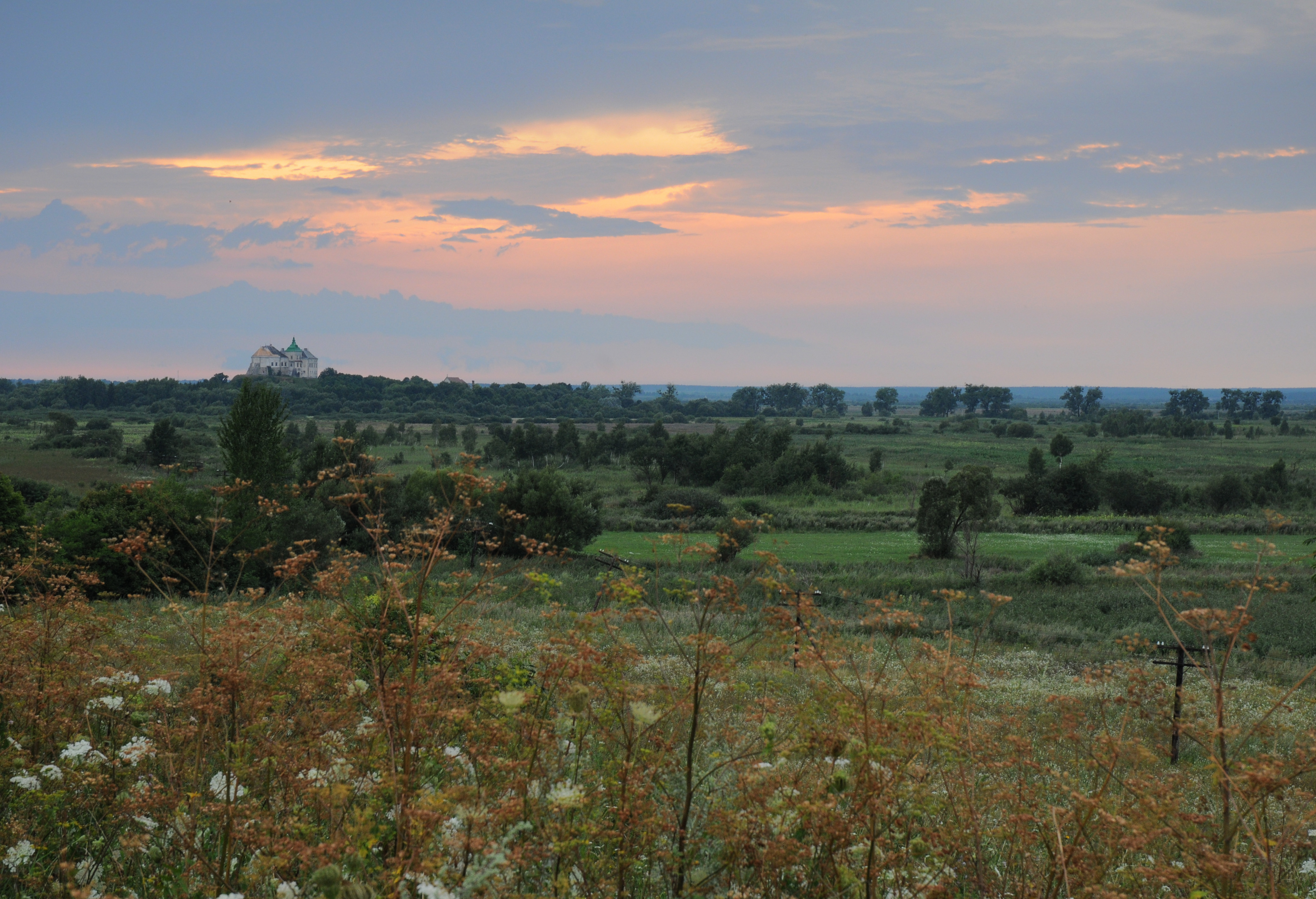
Zonsondergang met op de achtergrond het Kasteel van Olesko.
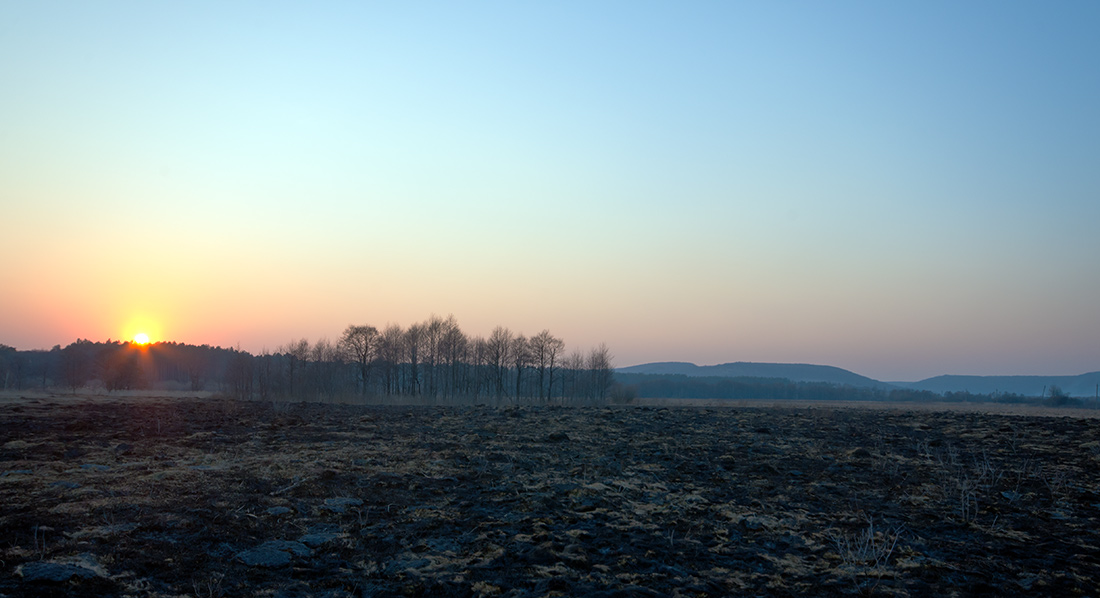
Velden van Nationaal Park Noord-Podolië.
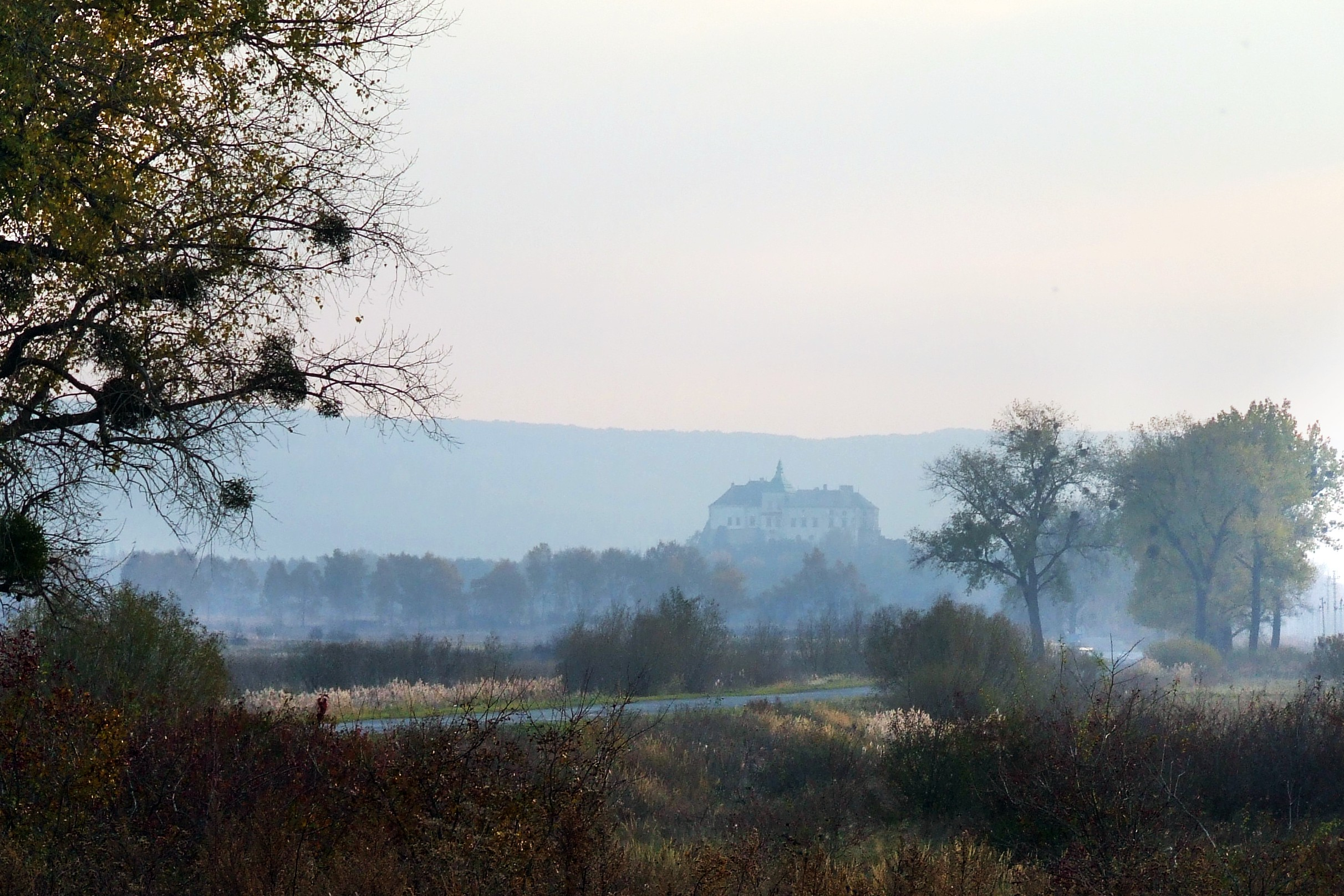
Langs de weg in de richting van Olesko.
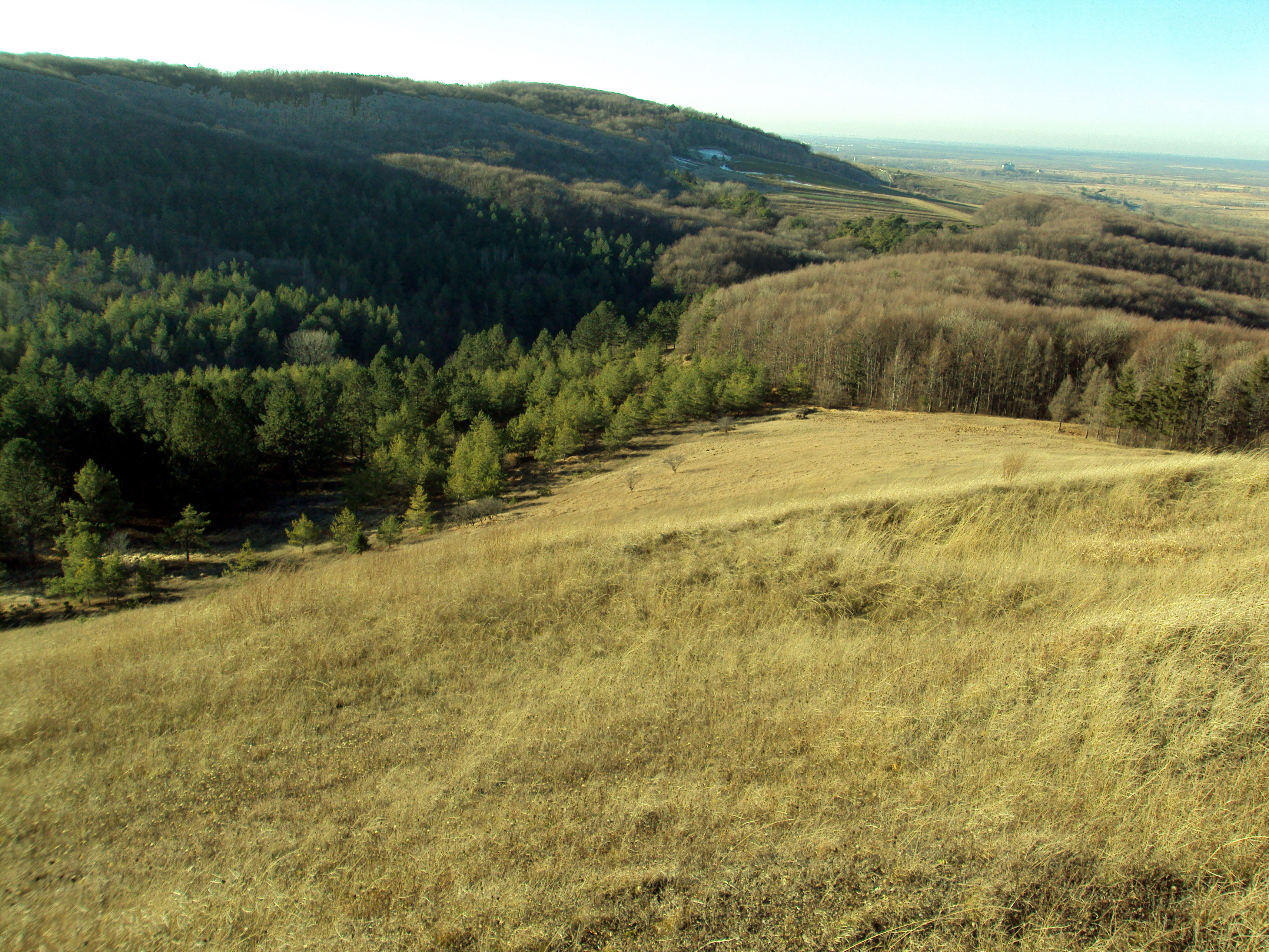
Steppegemeenschappen en bossen afgewisseld.

...
Boezky Hard · 
Chotynsky · 
Desnjansko-Starohoetsky · 
Homilsjanski Lisy · 
Karmeljoek-Podolië · 
Karpaten · 
Noord-Podolië · 
Oezjansky · 
Podilski Tovtry · 
Synevyr · 
Skolivski Beskydy · 
Toezlovski Lymany · 
Tsoemanska Poesjtsja · 
Zalissja
...